# خيشوم (طيور)

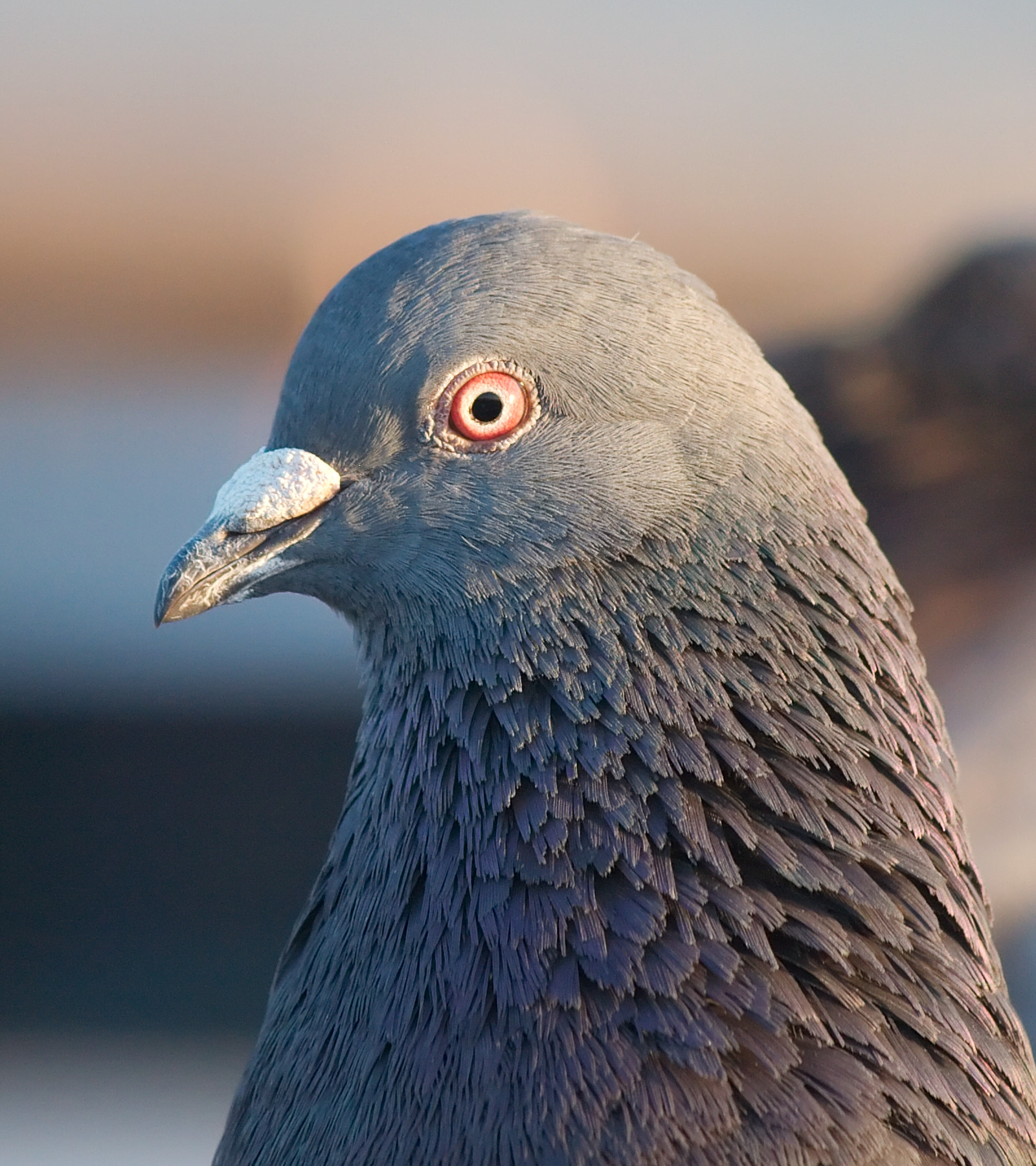
الحمام الطوراني يقع خيشومه عند أصل المنقار ويمكن رؤيته بوضوح باللون الرمادي الفاتح.

الزِفْد أو الخيشوم أو القِير هو انتفاخ لحمي ناعم يوجد في الجزء الأغلى من أصل منقار بعض الطيور. الصقور والببغاوات والحمام والكركر هي بعض الطيور التي تملك هذه الخيشوم. يلعب الخيشوم دورًا في الإشارة إلى مرحلة التكاثر لبعض الطيور ثنائية الشكل وله أيضًا وظيفة أساسية في التنفس.